# Starways

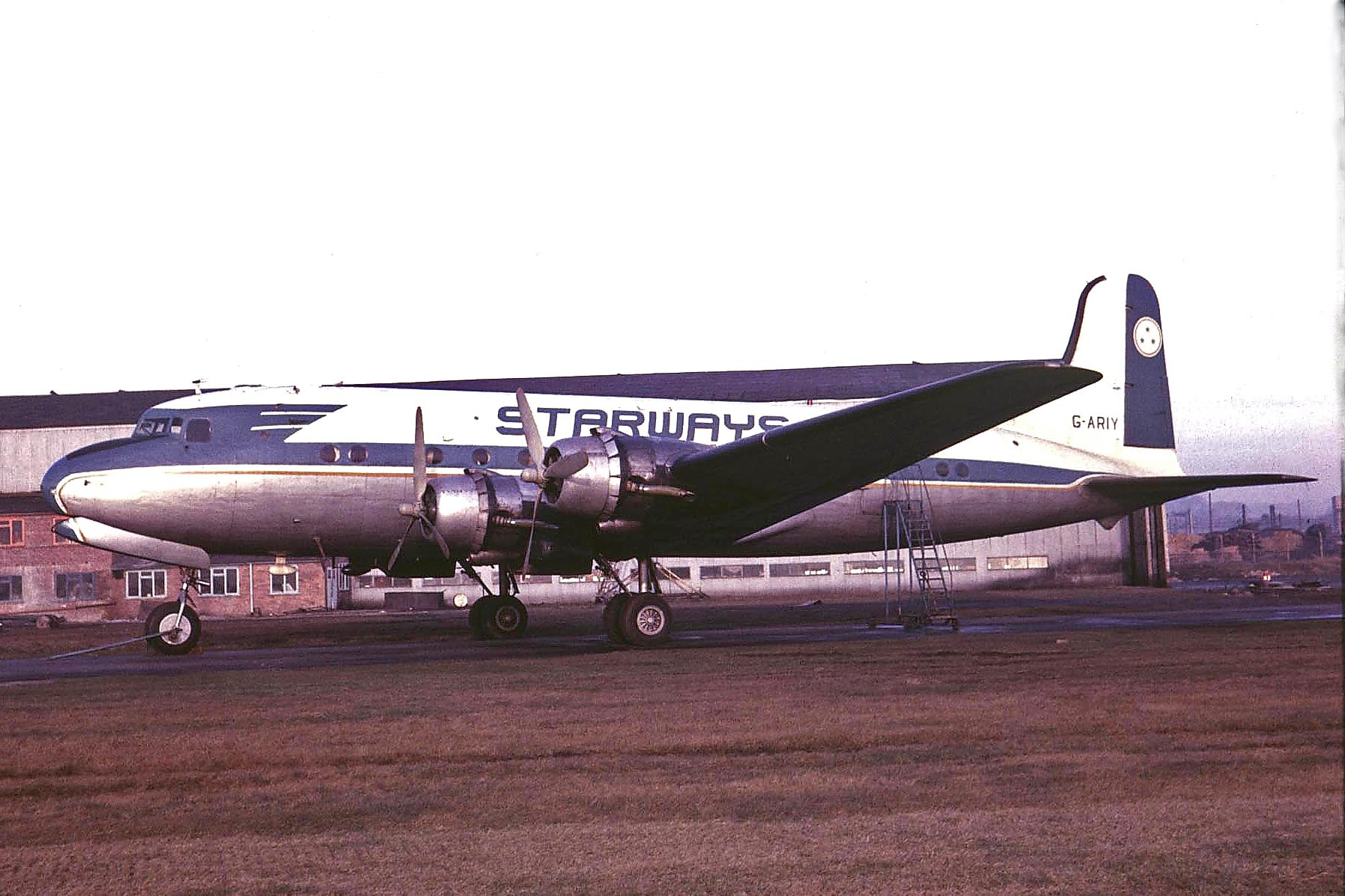
Starways DC-4, Liverpool den 1 januari 1964

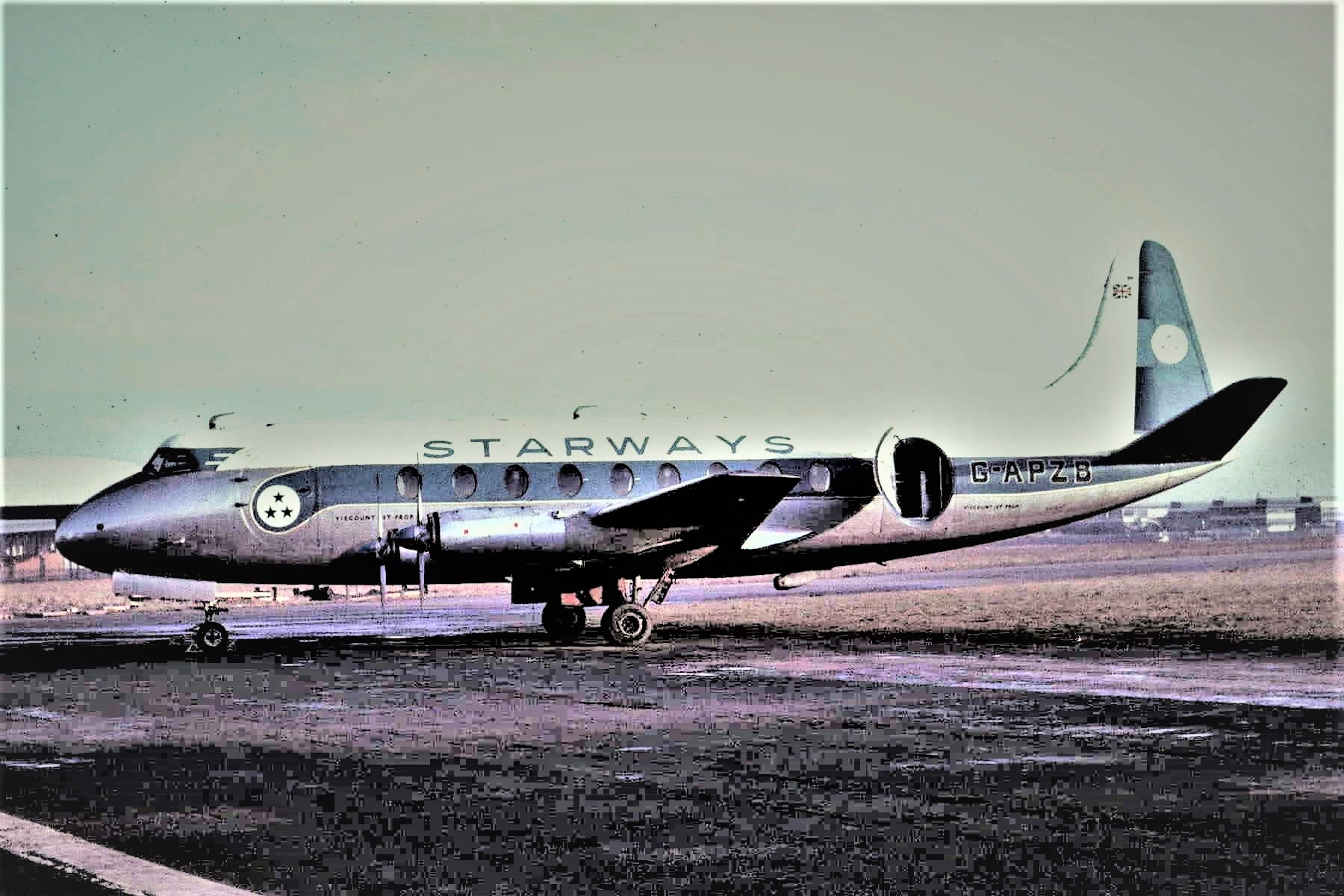
Starways Viscount 707, Liverpool den 1 januari 1964

Starways var ett flygbolag från  Storbritannien baserat på Liverpools flygplats. 
Bolaget grundades den 7 december 1948 och började flyga i januari 1949 från Blackpool Airport. År 1950 flyttade Starways till Liverpools flygplats. 
Första Douglas DC-3 köptes i oktober 1950 och sattes in på ett charterflyg till Karachi (Pakistan). 
I början flög bolaget mest tidningar och post, senare skötte det charterflyg med frakt och passagerare, reguljära inrikesflygningar från 1953 (Liverpool – Isle of Man) och internationella charterflygningar. 
Starways flög till olika destinationer i hela Europa, Libanon, Saudiarabien och Kuwait. 
År 1957 köpte man det första av sex Douglas DC-4, i februari 1961 det första av två Vickers Viscount.
Egen verksamhet upphörde den 31 december 1963, och Starways ingick i British Eagle. Den 1 september 1964 byttes namnet till British Eagle (Liverpool).

## Flotta
Starways flög bland annat:
- Avro Anson
- Auster 5
- de Havilland Dragon Rapide
- Douglas DC-3/C-47
- Douglas DC-4
- Miles Gemini
- Vickers Viscount 700

## Haverier
Starways hade 3 incidenter med förlust av flygplanskropp:
- Den 28 mars 1956 flög Douglas DC-3 (C-47B) (registrering G-AMRB) rakt in i ett berg vid inflygningen till Glasgows flygplats. En av tre besättningsmedlemmar dödades.[6]

- Den 16 september 1961 förstördes Douglas DC-4 (C-54D) (G-APIN) på marken av ett Fouga Magister-stridsflygplan. Flygplanet var parkerat på Kamina flygbas, i Kongo-Léopoldville.[7][8]

- Den 19 september 1961 gjorde Douglas DC-4 (G-ARJY) en buklandning nära Dublins flygplats. Alla 73 ombord klarade sig, men flygplanet fick skrotas.[9]

## Källhänvisningar